# Крістіан Олівер
Крістіан Олівер (англ. Christian Oliver, 3 березня 1972, Целле, Німеччина — 4 січня 2024, Карибське море, Сент-Вінсент і Гренадини) — німецький актор. Найбільше він відомий своєю роллю в телесеріалі «Кобра 11».

## Біографія
Народився Крістіан у Целле, виріс у Франкфурті-на-Майні. Він переїхав до Сполучених Штатів, щоб працювати моделлю, а потім брав уроки акторської майстерності в Нью-Йорку та Лос-Анджелесі. З 2002 по 2004 рік Олівер зіграв у 28 епізодах німецького бойовика «Кобра 11» .

## Смерть
Олівер і дві його дочки, Мадіта та Аннік, загинули 4 січня 2024 року після того, як чотиримісний приватний літак, на якому вони перебували, розбився біля узбережжя Бекії. Усі, хто був на борту, включно з пілотом, також американським громадянином Робертом Саксом, загинули під час зіткнення. Місце катастрофи досліджує Королівська поліція Сент-Вінсента і Гренадин.

## Фільмографія
| Рік       |    | Українська назва               | Оригінальна назва                        | Роль                   |
| --------- | -- | ------------------------------ | ---------------------------------------- | ---------------------- |
| 1994—1995 | с  | Врятований дзвоном: Новий клас | Saved by the Bell: The New Class         | Браян Келлер           |
| 1995      | ф  | Клуб нянь                      | The Baby Sitters Club                    | Лука                   |
| 1997      | ф  | Дві сестри                     | Two sisters                              | Тім                    |
| 1997      | ф  | З'їжте своє серце              | Eat Your Heart Out                       | Даніель Гаусс          |
| 1999      | ф  | Бомби під Берліном             | Bombs Under Berlin                       | Кайл                   |
| 1999      | ф  | Романтичний бойовик            | Romantic Fighter                         | Денніс                 |
| 2001      | ф  | Спати з моїм чоловіком         | Schlaf mit meinem Mann                   | Бенні                  |
| 2001      | ф  | Збережений                     | Kept                                     | Кайл                   |
| 2001      | ф  | Вогні                          | Ablaze                                   | Тім Вестер             |
| 2002      | ф  | Світло в лісі                  | A Light in the Forest                    | Габріел Браун          |
| 2002—2004 | с  | Кобра 11                       | Alarm für Cobra 11 — Die Autobahnpolizei | Ян Ріхтер              |
| 2004      | ф  | Обмороження                    | Frostbite                                | Ганс                   |
| 2005      | ф  | Тема друга                     | Subject Two                              | Адам Шмідт             |
| 2006      | ф  | Добрий німець                  | The Good German                          | Еміл Брандт            |
| 2008      | ф  | Спіді Гонщик                   | Speed Racer                              | Снейк Ойлер            |
| 2008      | ф  | Акварелі                       | Watercolors                              | Шкільний студент       |
| 2009      | ф  | Операція «Валькірія»           | Valkyrie                                 | Сержант Майор Адам     |
| 2009      | ф  | Готовий чи ні                  | Ready or Not                             | Кріс                   |
| 2009      | тф | Данина                         | Tribute                                  | Стів Ченскі            |
| 2011      | ф  | Мушкетери                      | The Three Musketeers                     | Венеціанський дворянин |
| 2013      | ф  | Будинок добра і зла            | House of Good and Evil                   | Кріс Конлі             |
| 2014      | ф  | Ніндзя апокаліпсису            | Ninja Apocalypse                         | Кейдж                  |
| 2014      | ф  | Відродження Геркулеса          | Hercules Reborn                          | Аріус                  |
| 2015      | ф  | Блискавка                      | Zipper                                   | Макс                   |
| 2015      | ф  | Восьме чуття                   | Sense8                                   | Стейнер                |
| 2015      | ф  | Майстер смерті                 | Master of Death                          | Ульріх Гембергер       |
| 2016      | с  | Поза часом                     | Timeless                                 | Вернер фон Браун       |
| 2019      | ф  | Найкращий різдвяний бал        | Best Christmas Ball Ever                 | Лукас                  |
| 2020      | с  | Мисливці                       | Hunters                                  | Вільгельм Цукс         |
| 2023      | ф  | Індіана Джонс і реліквія долі  | Indiana Jones and the Dial of Destiny    | Актор озвучення        |